# Metropolitan Poor Act 1867
Metropolitan Poor Act var ett beslut i Storbritanniens parlament från 1867, och det första i en serie reformer som ledde till att det medicinska ansvaret inom Englands fattigvårdslagstiftning skildes åt från den ekonomiska delen. Det ledde till skapandet av en ny myndighet, Metropolitan Asylums Board.

### Fotnoter
1. ↑  B Harris, The Origins of the British Welfare State, palgrave macmillan 2004